# Bolesław Buyko
Bolesław Buyko, né le 7 octobre 1876 à Vilno et mort le 9 mars 1940 à Nice, est un peintre polonais.

## Biographie
Il est le fils d'Étienne et Marie Soukajenzka. Peintre et aquarelliste, il s'établit à Nice vers 1920. En 1922, il intègre le groupe « L’Effort » et expose avec ce groupe à l’Artistique en 1928. Il participe en 1929 à l’exposition L'Art des Jardins au Musée Jules Chéret. Il vit avec son épouse Anna Stephen à Saint-Jean-Cap-Ferrat.

## Publications
- Quelques éphémérides : à l'occasion de la déclaration de guerre par la France et l'Angleterre pour sauver la Pologne 1939.